# Olga Michałkiewicz
Olga Michałkiewicz (ur. 26 lipca 1994 w Bornem Sulinowie) – polska wioślarka, wicemistrzyni świata, dwukrotna brązowa medalistka mistrzostw Europy.

## Życiorys
Wioślarstwo zaczęła uprawiać w 2009 roku
W czwórce podwójnej została w 2015 i 2016 mistrzynią świata młodzieżowców. W trakcie sezonu 2017 zastąpiła w czwórce bez sternika kontuzjowaną Annę Wierzbowską i zdobyła wicemistrzostwo świata (w osadzie z Moniką Ciaciuch, Joanną Dittmann i Marią Wierzbowską).

## Wyniki
| Rok  | Zawody                      | Miejsce    | Konkurencja          | Czas             | Pozycja    |
| ---- | --------------------------- | ---------- | -------------------- | ---------------- | ---------- |
| 2012 | Mistrzostwa świata juniorów | Płowdiw    | Dwójka bez sternika  | Finał B: 7:41,90 | 7. miejsce |
| 2013 | Mistrzostwa świata U23      | Linz       | Czwórka bez sternika | Finał A: 7:09,27 | 6. miejsce |
| 2014 | Mistrzostwa świata U23      | Varese     | Ósemka               | Finał A: 6:24,74 | 6. miejsce |
| 2015 | Mistrzostwa świata U23      | Płowdiw    | Czwórka podwójna     | Finał A: 6:43,20 | 1. miejsce |
| 2016 | Mistrzostwa świata U23      | Rotterdam  | Czwórka podwójna     | Finał A: 6:19,10 | 1. miejsce |
| 2017 | Mistrzostwa Europy          | Račice     | Dwójka podwójna      | Finał A: 7:11,19 | 5. miejsce |
| 2017 | Mistrzostwa świata          | Sarasota   | Czwórka bez sternika | Finał A: 6:34,25 | 2. miejsce |
| 2018 | Mistrzostwa Europy          | Glasgow    | Czwórka bez sternika | Finał A: 6:42,58 | 3. miejsce |
| 2018 | Mistrzostwa świata          | Płowdiw    | Czwórka bez sternika | Finał A: 6:32,05 | 5. miejsce |
| 2019 | Mistrzostwa Europy          | Lucerna    | Czwórka bez sternika | Finał A: 6:32,37 | 3. miejsce |
| 2019 | Mistrzostwa świata          | Ottensheim | Czwórka bez sternika | Finał A: 6:51,43 | 4. miejsce |
| 2020 | Mistrzostwa Europy          | Poznań     | Czwórka bez sternika | Finał B: 6:54,12 | 7. miejsce |